# 24068 Simonsen
24068 Simonsen este un asteroid din centura principală de asteroizi.

## Descriere
24068 Simonsen este un asteroid din centura principală de asteroizi. A fost descoperit pe 8 octombrie 1999 la Socorro, New Mexico, în cadrul proiectului LINEAR. Asteroidul prezintă o orbită caracterizată de o semiaxă mare de 2,52 ua, o excentricitate de 0,14 și o înclinație de 3,7° în raport cu ecliptica.